# Олимпийский комитет Чехии
Олимпийский комитет Чехии (чеш. Český olympijský výbor) — организация, представляющая Чехию в международном олимпийском движении. Основан в 1899 году; зарегистрирован в МОК в 1993 году.
Штаб-квартира расположена в Праге. Является членом МОК, ЕОК и других международных спортивных организаций. Осуществляет деятельность по развитию спорта в Чехии.